# 慕尼黑日本人学校
慕尼黑日本人国际学校（德語：Japanische Internationale Schule München, JIS）是位于德国巴伐利亚州慕尼黑的日本人学校，创办于1994年，现任校长为池田纯一。